# Кенеш (журнал)
«Кенеш» (в переводе с удм. — «Совет») — ежемесячный литературно-художественный и общественно-политический журнал на удмуртском языке, издаваемый с 1926 года в Ижевске. Является печатным органом Союза писателей Удмуртии.

## История
Первый номер журнала «Кенеш» вышел 28 февраля 1926 года как политико-экономический и литературно-художественный журнал Вотского облисполкома и обкома ВКП(б). Тираж издания составил 1500 экземпляров, а его основателями выступили известные удмуртские литераторы Кузебай Герд и Трокай Борисов. С организацией марте 1931 года Всеудмуртской ассоциации революционных писателей журнал стал его печатным органом и до 1934 года выходил под названиями «Пролетар кылбурет удысын» (в переводе с удм. — «На пролетарском фронте литературы») и «Кылбурет удысын» (с удм. — «На фронте литературы»).
С образованием в 1935 году Союза писателей УАССР журнал выходил в печать под названием «Молот» на удмуртском и русском языках как печатный орган этой организации. В годы Великой Отечественной войны издание было прекращено и возобновлено лишь в октябре 1954 года; с 1946 по 1953 годы в качестве его преемника выпускался альманах «Кизили». С января 1990 года журнал издаётся под своим первоначальным названием — «Кенеш».